# Joan Mitchell
Joan Mitchell (* 12. Februar 1925 in Chicago, Illinois; † 30. Oktober 1992 in Paris) war eine US-amerikanische Malerin. Sie ist eine Vertreterin des abstrakten Expressionismus.

## Leben
Joan Mitchell studierte Bildende Kunst am Smith College in Northampton (MA), sowie am Art Institute of Chicago und an der Columbia University in New York u. a. bei Hans Hofmann. Sie wurde von Van Gogh und Cezanne, Matisse und Kandinsky beeinflusst und in New York von Willem de Kooning, Franz Kline und Philip Guston.
Von 1948 bis 1950 ermöglichte ihr ein Stipendium einen Studienaufenthalt in Paris. 1949 heiratete sie in Frankreich den Verleger Barney Rosset (Grove Press). Zurück in den USA, wandte sich Mitchell der avantgardistischen Malerei zu und galt Anfang der 1950er Jahre als eine der führenden Künstler der New York School. Sie war eines der wenigen weiblichen Mitglieder des Artists' Club der Downtown lebenden Maler. 1952 trennte sie sich von Rosset.
Bei einem Aufenthalt in Frankreich lernte sie 1955 den kanadischen Maler Jean-Paul Riopelle kennen, mit dem sie bis 1979 zusammen lebte, zunächst in Paris, später in Vétheuil. Im Jahr 1959 war Joan Mitchell Teilnehmerin der documenta II in Kassel. 1979 wurde sie in die American Academy of Arts and Letters gewählt. Joan Mitchell starb 1992 in Frankreich. Seit 1993 vergibt die „Joan Mitchell Foundation“ Auszeichnungen und Stipendien an Maler, Bildhauer und Künstlergruppen.

## Einzelausstellungen (Auswahl)
- 1953–1958: Stable Gallery, New York, USA
- 1968: Recent Paintings, Martha Jackson Gallery, New York, USA
- 1971: Blue Series 1970-1971, Martha Jackson Gallery, New York, USA
- 1972: My Five Years in the Country, Everson Museum of Art, Syracuse (NY), USA
- 1974: Whitney Museum, New York, USA

The Arts Club of Chicago, Chicago, USA
- 1976 & 1977: New Paintings, Xavier Fourcade Inc, New York, USA
- 1982: Choix des Peintures 1970-1982, Musée d’Art Moderne de la Ville de Paris, Frankreich
- 1984: La Grande Vallée, Galerie Jean Fournier, Paris, Frankreich
- 1985: The Sixties, Xavier Fourcade Inc, New York, USA
- 1988: The Paintings of Joan Mitchell: Thirty-Six Years of Natural Expressionism, Herbert F. Johnson Museum of Art, Ithaca (NY), USA

Corcoran Gallery of Art, Washington, USA
San Francisco Museum of Modern Art, San Francisco, USA
Albright-Knox Art Gallery, Buffalo (NY), USA
Museum of Contemporary Art, La Jolla, USA
- 1992: Pastels, Whitney Museum of American Art, New York, USA
- 1994: Les Dernières Années, Galerie Nationale du Jeu de Paume, Paris, Frankreich

Joan Mitchell in Vétheuil, Newport Harbor Art Museum, Newport Beach, USA
Musée des Beaux Arts de Nantes, Nantes, Frankreich
- 2002: The Paintings of Joan Mitchell, Whitney Museum of American Art, New York, USA
- 2003: Birmingham Museum of Art, Birmingham (AL), USA
- 2004: Modern Art Museum of Fort Worth, Fort Worth, Texas, USA

Phillips Collection, Washington, USA
- 2006: A Survey 1952–1992, Kukje Gallery, Seoul, Korea
- 2008: Retrospective, Kunsthalle in Emden, Emden, Deutschland
- 2010: The roaring fifties. Galerie Thomas Modern[2], München, Deutschland
- 2015: Retrospective. Her Life and Paintings. Kunsthaus Bregenz, Bregenz, Österreich
- 2015/16: Joan Mitchell. Retrospective. Her Life and Paintings, Museum Ludwig, Köln